# Manuel Espino Monzón
Manuel Espino Monzón   (Las Palmas de Gran Canaria, 10 de desembre de 1904 - Madrid, 25 d'octubre de 1988) fou un futbolista canari de les dècades de 1920 i 1930.
Manuel Espino va néixer al barri de Tafira de Las Palmas de Gran Canaria. Jugava a la posició de mig ala i era conegut amb els sobrenoms del jardinero, medio equipo i noventa por ciento. Començà a jugar a futbol a l'Once Central i a continuació al Santa Catalina CF, club amb el qual es proclamà campió de Canàries de futbol l'any 1924, en companyia d'homes com Pepe Álamo, Rafael Oramas o José Padrón. L'any 1925 participà en la gira que el Real Club Victoria realitzà per la península Ibèrica, en la qual fou lesionat per Eduard Cubells del València. A més, mentre realitzava el servei militar a Larache (Protectorat espanyol del Marroc), realitzà una gira pel país africà.
Va rebre una oferta per jugar a la Península, passant quatre mesos al RC Español de Granada. Retornà a les Canàries on guanyà el Medallón Machado a La Laguna el 1926 amb el Santa Catalina i posteriorment fitxà pel Marino FC. La temporada 1929-30 fou fitxat pel RCD Espanyol, on coincidí amb Padrón i Álamo. Jugà set partits de lliga. La temporada següent fou traspassat al Sevilla FC, juntament amb Padrón i Martí Ventolrà. La campanya 1931-32 defensà els colors del Racing de Córdoba.